# Ампии
Ампиите (на латински: gens Ampia) са плебейска фамилия от Древен Рим.
Известни от фамилията:
- Тит Ампий Балб, народен трибун 63 и претор 59 пр.н.е.
- Тит Ампий Флавиан, управител на Панония по времето на император Нерон през 69 г.